# The Last Boy Scout
The Last Boy Scout is een Amerikaanse actiefilm uit 1991 onder regie van Tony Scott met in de hoofdrollen Bruce Willis en Damon Wayans.

## Verhaal
Joe Hallenbeck, een ex-topagent van de geheime dienst en tegenwoordig privédetective, krijgt de opdracht om stripper Cory te beschermen. Samen met haar vriend, voormalig football-ster Jimmy Dix, neemt hij de beveiliging op zich, maar ze kunnen niet voorkomen dat ze wordt vermoord. Dan blijkt haar dood samen te hangen met duistere zaken in de wereld van American football.

## Rolbezetting
| Acteur           | Personage              |
| ---------------- | ---------------------- |
| Bruce Willis     | Joe Hallenbeck         |
| Damon Wayans     | Jimmy Dix              |
| Chelsea Field    | Sarah Hallenbeck       |
| Danielle Harris  | Darian Hallenbeck      |
| Halle Berry      | Cory                   |
| Bruce McGill     | Mike Matthews          |
| Noble Willingham | Shelly Marcone         |
| Taylor Negron    | Milo                   |
| Chelcie Ross     | senator Calvin Baynard |
| Joe Santos       | Bessalo                |
| Clarence Felder  | McCaskey               |
| Kim Coates       | Chet                   |
| Frank Collison   | Pablo                  |
| Dick Butkus      | Zichzelf               |
| Tony Longo       | Big Ray Walton         |
| Billy Blanks     | Billy Cole             |